# Déisi
Les Déisi (pl. de dèis) sont un peuple de l'Irlande. Le nom  Déisi qui signifie au sens propre « Peuple soumis ou Vassaux » est le nom porté pendant la période historique par deux populations d'Érainn l’une dans le royaume de Brega et l’autre dans le Munster.

## Histoire
La première est connue sous le nom de Déisi Breg ou Déisi Temro c’est-à-dire le « peuple sujet de Tara » parce qu’elle occupait un territoire situé juste au sud de l’ancien site de Tara. Au VIIIe siècle leur royaume est éclipsé par la montée en puissance de la dynastie d'Uí Néill du sud le Síl nÁedo Sláine  bien que quand ces derniers tombent en décadence ils réussissent à retrouver leur indépendance au XIe siècle. Leur renaissance ne résiste toutefois pas à l’invasion  des Anglo-Normands.
Plus importante est la population Déisi du Munster ou In Déis Bec (i.e les petits Déis) qui à l’origine formait une conglomérat qui s’étendait de l’extrême sud au nord de la  province.  Au IVe ou Ve siècle une branche des Deisi de Waterford implante un royaume dans le Dyfed au sud du pays de Galles où il reste au pouvoir jusqu’au Xe siècle.
Leurs compatriotes irlandais se divisent au VIIIe siècle en deux : les Deisi Muman ou Déis Deiscirt (Déis du sud) qui vivaient dans le comté de Waterford et le sud du comté de Tipperary et les In Déisi Tuaiscirt (Déis du nord) implantés à  l'est  de Limerick qui conquirent le sud du comté de Clare. Au début du Xe siècle ils adoptent  le nom de Dál gCais puis revendiquent un cousinage avec les Eóganachta. Ils deviennent le  plus puissant royaume d’Irlande sous le règne de Brian Boru.

## Source
- (en) Seán Duffy, Ailbhe MacShamhráin, James Moynes Medieval Ireland: An Encyclopedia p. 204.